# Station Hell
Station Hell is een spoorwegstation in Hell in de Noorse gemeente Stjørdal. Het station uit 1881 is ontworpen door Paul Armin Due. Hell ligt zowel aan Nordlandsbanen, als aan Meråkerbanen, de spoorlijn die Trondheim verbindt met Östersund in Zweden.